# آمورو-بالتیسک
آمورو-بالتیسک (به لاتین: Amuro-Baltiysk) یک منطقهٔ مسکونی در روسیه است که در استان آمور واقع شده‌است.